# La Septième Compagnie (série de films)
 Pour plus de détails, voir Fiche technique et Distribution
La Septième Compagnie est une trilogie de films français sortis en 1973, 1975 et 1977.
Elle a pour contexte de se passer dans l’Europe de la Seconde Guerre Mondiale.

## Filmographie
Cette série est composée de :
- Mais où est donc passée la septième compagnie ? réalisé par Robert Lamoureux, sorti en 1973.
- On a retrouvé la septième compagnie réalisé par Robert Lamoureux, sorti en 1975.
- La Septième Compagnie au clair de lune réalisé par Robert Lamoureux, sorti en 1977.

## Fiche technique
| Titre                        | Mais où est donc passée la septième compagnie ? (1973) | On a retrouvé la septième compagnie (1975) | La Septième Compagnie au clair de lune (1977) |
| ---------------------------- | ------------------------------------------------------ | ------------------------------------------ | --------------------------------------------- |
| Réalisateur                  | Robert Lamoureux                                       | Robert Lamoureux                           | Robert Lamoureux                              |
| Scénaristes                  | Robert Lamoureux                                       | Robert Lamoureux                           | Robert Lamoureux                              |
| Scénaristes                  | Jean-Marie Poiré                                       |                                            |                                               |
| Producteur délégué           | Alain Poiré                                            | Alain Poiré                                | Alain Poiré                                   |
| Musique                      | Henri Bourtayre                                        | Henri Bourtayre                            | Henri Bourtayre                               |
| Photographie                 | Marcel Grignon                                         | Marcel Grignon                             | Marcel Grignon                                |
| Montage                      | Gérard Pollicand                                       | Gérard Pollicand                           | Albert Jurgenson                              |
| Décors                       | Pierre Cadiou                                          | Pierre Cadiou                              | Pierre Cadiou                                 |
| Sortie                       | 13 décembre 1973                                       | 10 décembre 1975                           | 7 décembre 1977                               |
| Durée                        | 95 minutes                                             | 87 minutes                                 | 75 minutes                                    |
| Entrées                      | 3 944 014                                              | 3 740 209                                  | 1 792 134                                     |
| Place au box-office français | 3e                                                     | 3e                                         | 12e                                           |
| Genre                        | Comédie, Guerre                                        | Comédie, Guerre                            | Comédie, Guerre                               |
| Distributeur                 | Gaumont                                                | Gaumont                                    | Gaumont                                       |

## Distribution
| 7e compagnie                 | Sergent-chef Chaudard                | Pierre Mondy          | Pierre Mondy     | Pierre Mondy        |
| 7e compagnie                 | Soldat Pithivier                     | Jean Lefebvre         | Jean Lefebvre    | Jean Lefebvre       |
| 7e compagnie                 | Soldat Tassin                        | Aldo Maccione         | Henri Guybet     | Henri Guybet        |
| 7e compagnie                 | Capitaine Dumont                     | Pierre Tornade        | Pierre Tornade   |                     |
| 7e compagnie                 | Carlier, le p'tit                    | Alain Doutey          |                  |                     |
| Officier supérieur           | Colonel Blanchet                     | Robert Lamoureux      | Robert Lamoureux |                     |
| Officier de l'Armée de l'air | Lieutenant Duvauchel                 | Érik Colin            | Érik Colin       |                     |
| Civils                       | le Fermier                           | Robert Dalban         |                  |                     |
| Civils                       | Marcel Chataigner l'épicier          | Jacques Marin         |                  |                     |
| Civils                       | Mme Thévenay                         | Marcelle Ranson-Hervé |                  |                     |
| Civils                       | Germaine                             | Corinne Lahaye        |                  |                     |
| Civils                       | le boulanger                         | Paul Mercey           |                  |                     |
| Civils                       | le pharmacien                        |                       | Hubert Deschamps |                     |
| Civils                       | Mère Crouzy                          |                       | Jackie Rollin    |                     |
| Civils                       | la fille folle aux soldats           |                       | Nadia Barentin   |                     |
| Officiers prisonniers        | Général Panadon                      |                       | Jacques Monod    |                     |
| Officiers prisonniers        | Colonel Bricard                      |                       | Robert Dalban    |                     |
| Officiers prisonniers        | Colonel Voisin                       |                       | Bernard Dhéran   |                     |
| Officiers prisonniers        | Lieutenant Piquet                    |                       | Bernard Charlan  |                     |
| Officiers prisonniers        | Commandant Blin                      |                       | Maurice Travail  |                     |
| Résistants                   | Suzanne Chaudard, l'épouse de Paul   |                       |                  | Patricia Karim      |
| Résistants                   | Gaston Gorgeton, le frère de Suzanne |                       |                  | Gérard Jugnot       |
| Résistants                   | M. Albert, le passeur                |                       |                  | Jean Carmet         |
| Résistants                   | Commandant Gilles                    |                       |                  | Gérard Hérold       |
| Milice                       | Lambert, le chef de la milice locale |                       |                  | André Pousse        |
| Milice                       | Francis, un milicien                 |                       |                  | Jean-François Dérec |

## Analyse

### Remplacement
Dans le premier film, le rôle de Tassin est tenu par Aldo Maccione. Ayant exigé une forte augmentation de salaire pour jouer dans la suite (et surtout supporter les exigences de Robert Lamoureux), il est remplacé au pied levé par Henri Guybet.

### Rôles multiples
- Dans le premier film, Robert Dalban joue le rôle du fermier, alors que dans le deuxième film, il incarne le colonel Bricard.
- Dans le premier film, Konrad von Bork joue le rôle d'un commandant de la Wehrmacht, alors que dans le troisième film, il incarne un colonel SS.
- Dans le premier film, Paul Mercey joue le rôle du boulanger dont la femme est sur le point d'accoucher, alors que dans le deuxième film, il incarne un homme devant « réparer la roue du moulin » en s'adressant à Jackie Sardou.

### Rupture
Malgré son titre, le troisième film se centre uniquement sur Chaudard, Pithivier et Tassin qui, revenus à la vie civile, se retrouvent deux ans après les événements des deux premiers films. Par ailleurs ce troisième opus marque quelques changements, entre autres les prénoms du couple Chaudard qui passent de Louis et Paulette à Paul et Suzanne. Cependant, il se retrouve pratiquement en accord avec l'épilogue du premier film dans lequel Chaudard, Pithivier et Tassin (alors incarné par Aldo Maccione) avaient rejoint la Résistance puis sautaient en parachute depuis un avion piloté par le lieutenant Duvauchel.

## Projet de suite
Après la sortie du dernier volet, l'idée d'un quatrième volet existe et il aurait dû s'appeler La Septième Compagnie contre Frankenstein, l'idée venant de Marcel Dassault, mais Robert Lamoureux préfère abandonner le projet de peur que la franchise ne tombe dans le ridicule.